# Смерти вопреки
«Сме́рти вопреки́» (англ. Hard to kill) — американский кинофильм режиссёра Брюса Малмута. В главной роли Стивен Сигал. Более дословный перевод названия — Трудно убить.

## Сюжет
Действие фильма начинается вечером 11 апреля 1983 года. Главный герой, полицейский Мейсон Сторм (Стивен Сигал), перешёл дорогу коррумпированному политику, сенатору Вернону Тренту (Уильям Сэдлер): ночью Мейсон сумел снять на видеокамеру его переговоры с представителями организованной преступности, ясно свидетельствующие о его активном участии в их криминальной деятельности. Мейсон звонит из телефона-автомата напарнику на работу и сообщает только ему эту информацию. Друзья не знают, что их коллеги являются соглядатаями из преступной группировки: они подслушивают весь разговор. Позднее к полицейским направляются боевики. Напарника Сторма убивают во время просмотра телевизора, а Сторма с Фелисией расстреливают во время занятия сексом. В сына Сторма стреляют, но он успевает выпрыгнуть в окно и убежать. Фелисия погибла на месте, но врачам удаётся спасти полицейского, хотя он впадает в глубокую кому. Узнав об этом, его друг Кевин О’Мелли (Фредерик Коффин) приходит к выводу, что для Сторма, пока он не очнётся и не сможет дать свидетельские показания, лучше считаться мёртвым. Бесчувственный Мейсон остаётся в больнице инкогнито, под стандартным для таких случаев именем «Джон Доу».
Сторм проводит в коме семь лет. Очнувшись, он сразу же вспоминает всё случившееся и отчётливо понимает, что если люди сенатора Трента узнают об этом, его могут попытаться убрать в любой момент. Сиделка Энди (Келли Леброк), опекавшая его все эти семь лет, не верит Сторму. Следуя давним инструкциям Кевина, она звонит в полицейский участок, чтобы сообщить, что пациент вышел из комы. Но Кевин давно на пенсии, в участке теперь заправляют коррумпированные полицейские, подчиняющиеся Тренту. В больницу немедленно направляют киллера. Сиделке удаётся выкатить каталку с бессильным после семи лет комы, неспособным передвигаться самостоятельно Стормом на автостоянку, перевалить его в автомобиль и скрыться. Она прячет своего любимого пациента в загородном бунгало приятеля-врача, уехавшего в длительную командировку, оставившего Энди ключи и попросившего её приглядывать за домом.
Упорными целенаправленными тренировками Сторм, превосходный стрелок и мастер единоборств, постепенно возвращает себе былую физическую форму. Он встречается с О’Мелли, и тот сообщает Мейсону, что его сын в ту ночь прибежал к Кевину домой, и он спрятал мальчика в приюте под другой фамилией. Тем временем продажные полицейские устраивают масштабную облаву на Сторма; они организуют наблюдение за квартирой Энди и её подругами, выслеживают девушку и в конце концов выходят на укрытие Мейсона. Сторму удаётся бежать. Тем временем бандиты следят и за О’Мелли, старым приятелем Сторма, они находят его на вокзале с мальчиком и догадываются, что это сын Мейсона. Мальчик убегает, но погибает защищавший его О’Мелли. Появляется пришедший на встречу с ними Сторм, он ликвидирует бандитов и спасает сына.
Мальчик в безопасности, теперь ничто не мешает Сторму расквитаться с тем, кто приказал убить его жену, украл семь лет жизни у него самого и сломал детство его сыну — Верноном Трентом. Хладнокровный мститель проникает в дом сенатора  и безжалостно расправляется со всеми охраняющими его мафиозными боевиками. Мейсон собирается казнить и самого политика, но в это время в доме появляются полицейские. Они сообщают, что О’Мелли успел передать полиции плёнку с записью, сделанной Стормом 11 апреля 1983 года.
Видеозапись показывают в новостях. Полицейские надевают на бывшего сенатора Трента наручники.

## В ролях
| Актёр            | Роль                    |
| ---------------- | ----------------------- |
| Стивен Сигал     | детектив Мэйсон Сторм   |
| Уильям Сэдлер    | сенатор Вернон Трент    |
| Келли Леброк     | Андреа «Энди» Стюарт    |
| Фредерик Коффин  | лейтенант Кевин О`Мейли |
| Эндрю Блох       | капитан Дэн Халланд     |
| Брэнском Ричмонд | детектив Макс Квентеро  |
| Чарльз Босуэлл   | детектив Джек Аксель    |
| Дин Норрис       | сержант Гудхарт         |
| Бонни Барро      | Фелисия Сторм           |
| Эрни Лайвли      | капитан полиции         |